# Huawei
A Huawei Technologies Co. Ltd. (pronunciado ['hwɑːˌweɪ] (escutarⓘ); chinês: 华为, pinyin: Huáwèi) é uma empresa multinacional de equipamentos para redes e telecomunicações sediada na cidade de Shenzhen, província de Guangdong, na China. É a maior fornecedora de equipamentos para redes e telecomunicações do mundo, tendo ultrapassado a sueca Ericsson em 2012.
Em 2017, a Huawei foi eleita a segunda marca chinesa com maior presença global, segundo o ranking BrandZ, atrás apenas da Lenovo.

## História
A Huawei foi fundada em 1987 por Ren Zhengfei e é uma empresa proprietária. Suas atividades principais são pesquisa e desenvolvimento, a produção e o marketing de equipamentos de telecomunicações, e o fornecimento de serviços personalizados de rede a operadoras de telecomunicações dentro e fora da China.
Em 2020, a companhia faturou US$ 136,7 bilhões no mundo. Em 2014, fechou parceria com o Centro de Pesquisa e Desenvolvimento em Telecomunicações (CPqD) para pesquisa e desenvolvimento de software.
Sun Baocheng é o CEO da Huawei no Brasil desde maio de 2020.
A empresa chinesa no final do mês de outubro de 2014 começou a patrocinar o clube brasileiro de futebol Santos. A empresa já patrocina os seguintes clubes: Arsenal, América do México, Atlético de Madrid, Boca Juniors, River Plate, Borussia Dortmund, Paris Saint-Germain, Galatasaray, Sport Lisboa e Benfica.

### Expansão internacional
No Brasil, iniciou suas operações em 1999 e em março de 2001 anunciou primeira fábrica em Campinas a ser inaugurada até o fim de junho do mesmo ano. Em maio 2012 inaugura centro de distribuição em Sorocaba onde investiu R$ 123 milhões. Em outubro do mesmo ano junto com a Claro e a Oi a Huawei introduz a tecnologia 4G LTE e torna-se líder no mercado de modem de internet móvel no país. Em agosto de 2013 a Huawei anunciou fabricação de smartphones junto à Compal Electronics, em Jundiaí (SP) para montagem do Ascend G510. Atualmente a empresa já conta com um centro de atendimento para o país.

## Controvérsias
Desde 2012, o governo dos Estados Unidos acusa a Huawei de ser uma ferramenta do Estado chinês para espiar outros governos no exterior. A Huawei nega veementemente essas acusações. No entanto, em agosto de 2019, o jornal The Wall Street Journal publicou que técnicos da Huawei, em pelo menos dois casos, forneceram assistência pessoal a governos africanos que espionaram oponentes políticos, por meio de interceptação de comunicações criptografadas e mídias sociais, além de rastrearem a movimentação de opositores através de dados do celular.
De acordo com a denúncia, em Zâmbia, os técnicos da Huawei ajudaram o governo a acessar os telefones e páginas do Facebook de uma equipe de blogueiros de oposição que dirigia um site de notícias que criticava repetidamente o presidente Edgar Lungu. Os funcionários da Huawei apontaram as localizações dos blogueiros, e estavam em constante contato com as unidades policiais para rastrear suas movimentações. Em Uganda, a Huawei teria ajudado a monitorar mídias sociais e enviar alertas aos chefes de segurança locais, caso detectassem "comunicação ofensiva", um eufemismo para a retórica antigovernamental.

### Equipamentos 5G
Em julho de 2020, o governo do Reino Unido anunciou o banimento da utilização de equipamentos para redes 5G produzidos pela Huawei. As operadoras de telecomunicações foram proibidas de adquirir equipamentos 5G da Huawei no dia 1 de janeiro de 2021, e devem remover de suas redes todos os equipamentos 5G da Huawei até o fim de 2027.